# Crashpoint – 90 Minuten bis zum Absturz
Crashpoint – 90 Minuten bis zum Absturz ist ein deutscher Action-Thriller aus dem Jahr 2009.
Die Erstausstrahlung erfolgte am 17. August 2009 auf ProSieben und wurde von 2,59 Mio. Zuschauern gesehen.

## Handlung
Der Film handelt von dem fiktiven Flug EA-714 von Nizza nach München. Kurz nach dem Start kollidiert die Maschine mit einem kleinen Sportflugzeug, wodurch sowohl ein Leck in den Frachtraum gerissen, als auch die Hydraulik beschädigt wird und somit sämtliche Steuerelemente an Bord ausfallen.
Berechnungen zufolge würde das manövrierunfähige Flugzeug binnen 90 Minuten mitten in der Berliner Innenstadt abstürzen.
Verzweifelt versucht die Besatzung in der Luft und am Boden, das Unglück abzuwenden. Flugkapitän Winkler und Copilot Niclas Sedlaczek sehen nur eine Chance zum Überleben: Die defekte Steuerung im aufgerissenen Frachtraum muss repariert werden. Doch dafür bleibt nicht viel Zeit. Der Abschussbefehl für das Flugzeug wurde bereits erteilt, und der Chef der Fluggesellschaft hat die Passagiere bereits aufgegeben.
Nach einem erfolglosen Versuch des Ingenieurs Hubert 'Hub' Roob gelingt es André, einem kleinen Jungen, unter Hubs Anleitung in einen engen Bereich im Heck Steuerelemente zu reparieren. Es kommt zu einer gesteuerten Notlandung, bei der das Flugzeug zwar weitgehend zerstört wird, der Rumpf und die Passagiere aber unversehrt bleiben.

## Kritik
„[…] schade, dass ein so guter Film am Ende doch noch sehr unrealistisch wird…“